# Katano
Katano (交野市 -shi) é uma cidade japonesa localizada na província de Osaka.
Em 2003 a cidade tinha uma população estimada em 77 849 habitantes e uma densidade populacional de 3 046,93 h/km². Tem uma área total de 25,55 km².
Recebeu o estatuto de cidade a 3 de Novembro de 1971.